# Johnny Gaudreau
Johnny Gaudreau (Salem, Nueva Jersey, 13 de agosto de 1993-Municipio de Oldmans, 29 de agosto de 2024), apodado Johnny Hockey o Johnny Ham-and-Cheese, fue un jugador profesional estadounidense de hockey sobre hielo que se desempeñó en la posición de extremo izquierdo en Columbus Blue Jackets, equipo de la National Hockey League (NHL).

## Carrera
Fue seleccionado en la cuarta ronda en la NHL Entry Draft de 2011. En 2013 hizo su debut profesional con el equipo Calgary Flames, en el cual jugó nueve temporadas (2013-2022), después pasó a Columbus Blue Jackets, donde llevaba jugando dos temporadas.

## Muerte
En la noche del 29 de agosto de 2024, Gaudreau y su hermano Matthew fueron atropellados y asesinados por un presunto conductor ebrio mientras montaban en bicicleta en Oldmans Township, Nueva Jersey. La pareja iba en bicicleta alrededor de las 8 de la noche y fueron golpeados por detrás por un automovilista que intentaba rebasar a otros vehículos en una carretera rural de un solo carril. La policía respondió al incidente a las 8:19 p.m., llegando para encontrar a ambos hermanos fallecidos en la escena. El conductor, Sean M. Higgins, ha sido arrestado por sospecha de conducir ebrio y acusado de muerte por automóvil, después de decirle a las testigos que acudieron en la escena que había consumido "cinco o seis" cervezas antes de conducir y continuó consumiendo alcohol mientras conducía el automóvil; Posteriormente, dio positivo en una prueba de alcoholemia que le hizo la policía. Los hermanos habían viajado al municipio para participar en la boda de su hermana Katie, que estaba programada para el día siguiente. 
La muerte de Gaudreau conmocionó al mundo deportivo estadounidense y varios equipos, figuras populares y organizaciones emitieron homenajes en reacción a su muerte. Los 32 equipos de la NHL emitieron comunicados en respuesta a su fallecimiento, junto con docenas de jugadores de hockey, atletas de otros deportes y políticos, entre ellos el primer ministro canadiense Justin Trudeau, el líder de la oposición canadiense Pierre Poilievre y los gobernadores de Nueva Jersey Phil Murphy y Chris Christie. También se desarrollaron monumentos improvisados para los fanáticos afuera del Nationwide Arena y el Scotiabank Saddledome, los estadios locales de los Blue Jackets y Flames respectivamente, así como en la escena de la colisión.